# Glashütte (Saksen)
Glashütte is een gemeente in de Duitse deelstaat Saksen, en maakt deel uit van het district Sächsische Schweiz-Osterzgebirge.
Glashütte telt 6.730 inwoners.

## Plaatsen in de gemeente Glashütte
- Bärenhecke (36)
- Börnchen (136)
- Cunnersdorf (435)
- Dittersdorf (411)
- Glashütte zelf (1.715)
- Hausdorf (373)
- Hermsdorf am Wilisch (132)
- Hirschbach (443)
- Johnsbach (387)
- Luchau (264)
- Neudörfel (45)
- Niederfrauendorf (173)
- Oberfrauendorf (401)
- Reinhardtsgrimma (734)
- Rückenhain (23)
- Schlottwitz (1.059, incl. Oberschlottwitz)

Tussen haakjes het aantal inwoners volgens de website van de gemeente (peildatum 31 december 2020).

## Infrastructuur

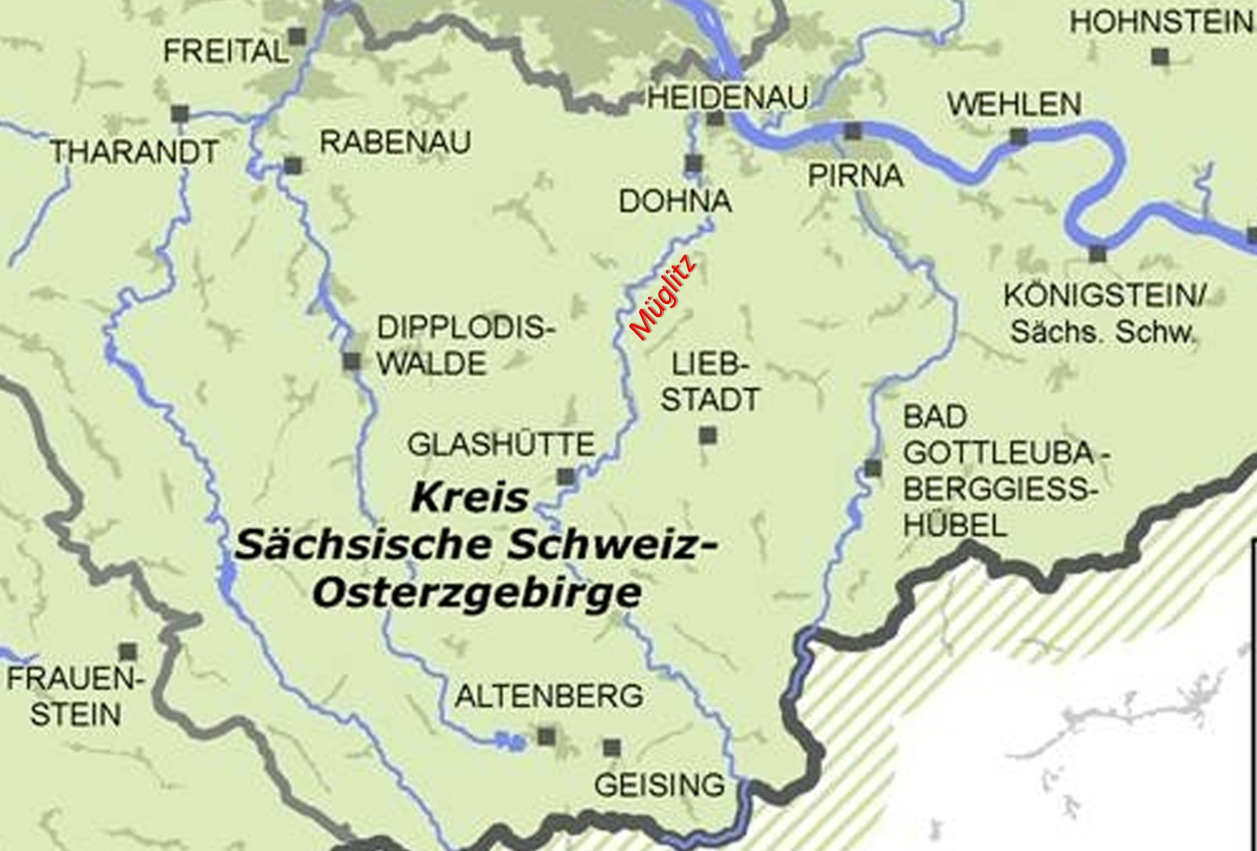
Kaart van het Müglitzdal
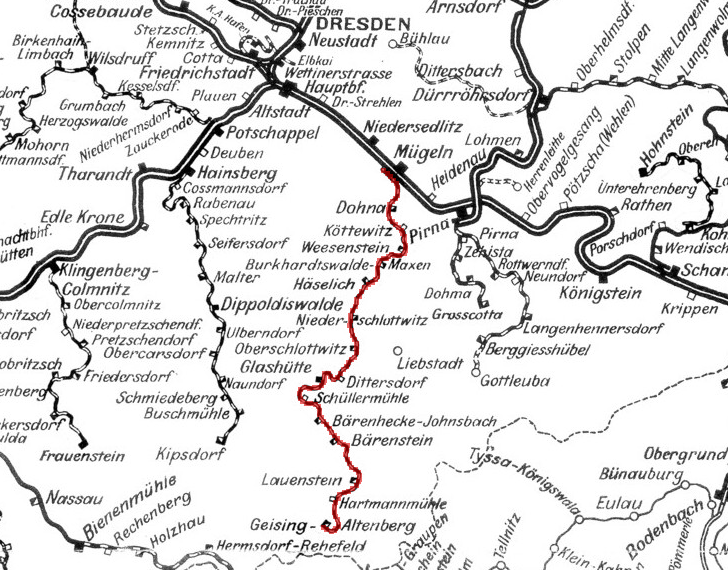
Kaart Müglitztalbahn
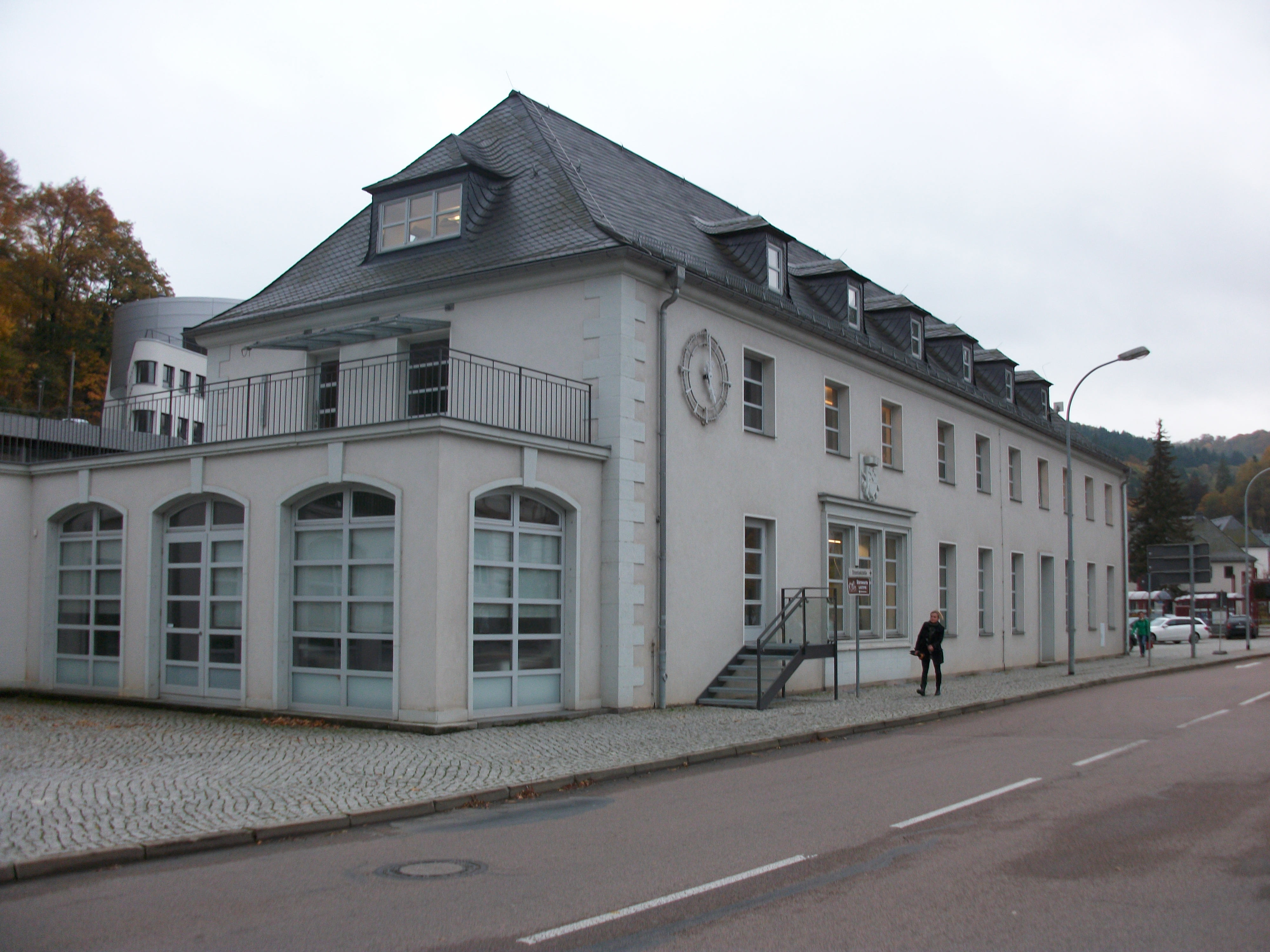
Stationsgebouw

Glashütte ligt aan de Müglitz, een 49 km lang, onbevaarbaar, zijriviertje van de Elbe.
Glashütte beschikt over een klein spoorwegstation aan de Müglitztalbahn (Altenberg- Heidenau). Voor het overige is de openbaar vervoergebruiker op streekbussen aangewezen, waarvan de meeste alleen op werkdagen in de spitsuren rijden.
Grote verkeerswegen ontbreken. Autoverkeer moet vanaf de Bundesstraße 170 (noord-zuidverbinding ten westen van Glashütte) en de Autobahn A 17 (noord-zuidverbinding ten oosten van Glashütte) meer dan 15 km over bochtige bergwegen rijden om de stad te bereiken.

## Economie
Het stadje is befaamd door de fabricage van, vaak exclusieve, horloges, zie ook het gemeentewapen.
Sinds februari 2022 is de herkomstaanduiding Glashütte wettelijk beschermd.  Alleen instrumenten, vervaardigd in Glashütte en in de plaatsen Lauenstein en Bärenstein, beide gemeente Altenberg, mogen met deze herkomstaanduiding worden verhandeld. Een uitzondering geldt voor enkele stappen in het productieproces, die in de stad Dresden mogen plaatsvinden.
Horloges van de volgende merken worden te Glashütte gemaakt:
- Glashütte Original, een onderdeel van Swatch Group; productie van luxe horloges
- A. Lange & Söhne, een onderdeel van het Zwitserse concern Richemont; productie van luxe horloges
- Union Glashütte, een onderdeel van Swatch Group; productie van luxe horloges
- Mühle, na een faillissement in 2008 heropgericht; productie van stalen horloges in het midden-prijssegment en speciale horloges voor gebruik op zee.
- Nomos, productie van een lijn exclusieve horloges
- Bruno Söhnle, beperkte productie van horloges in de prijsklasse 300-1000 euro
- Tutima, in de Tweede Wereldoorlog onder de naam UROFA actief als fabrikant van horloges voor piloten van de Luftwaffe (Fliegerchronographe); sedert 2013 worden, o.a. voor NAVO-luchtmachtpiloten weer speciale horloges gemaakt. Deze kunnen bediend worden terwijl men handschoenen draagt.
- Wempe Chronometerwerke, een chique juwelier uit Hamburg, die in diverse grote wereldsteden winkels heeft, produceert te Glashütte ook horloges onder eigen merknaam. Het bedrijf bezit er ook een laboratorium voor het, in samenwerking met de Duitse overheid, ijken van chronometers en soortgelijke precisie-instrumenten. Dit laboratorium is gevestigd in een voormalige sterrenwacht.

De gemeente bezit verder midden- en kleinbedrijf van hoofdzakelijk slechts plaatselijke of regionale betekenis. Vanwege de ligging in het Ertsgebergte, met wandel- en wintersportmogelijkheden, is er ook enig toerisme.

## Geschiedenis

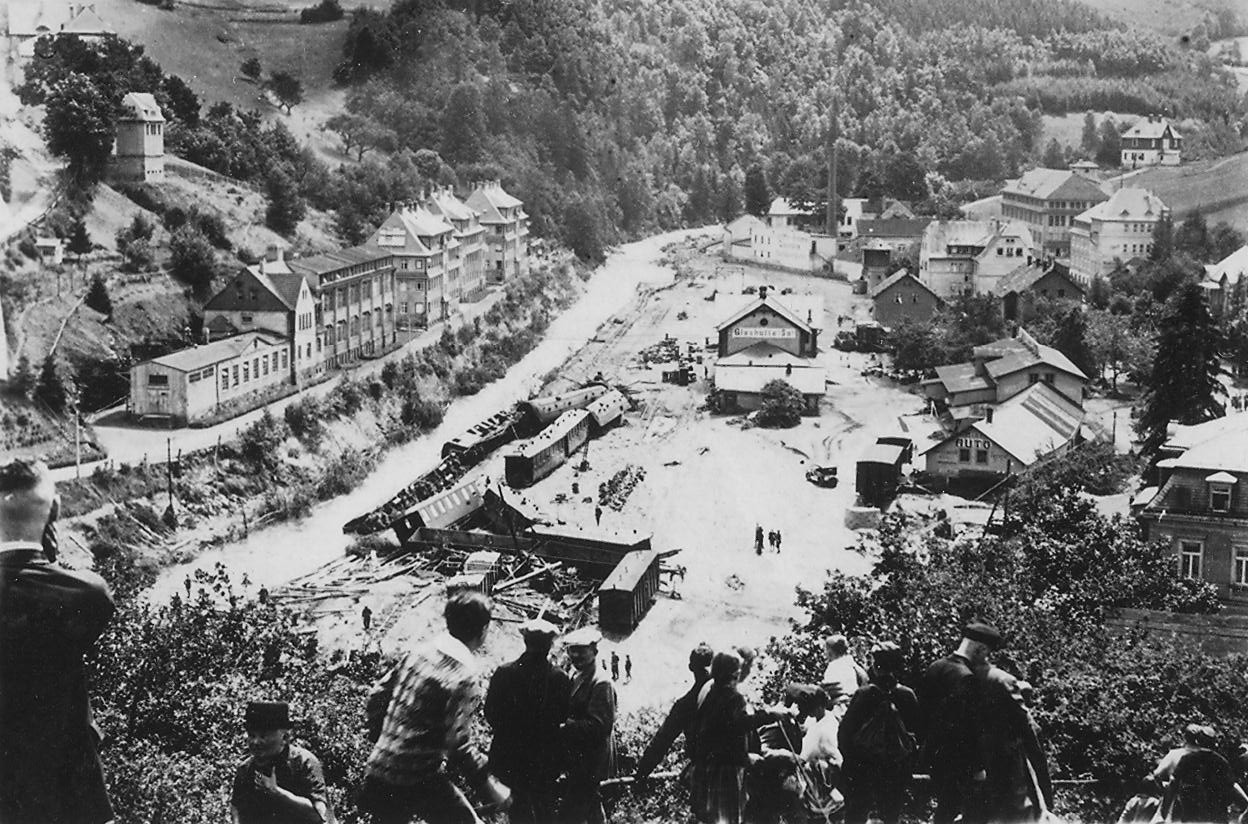
Glashütte na de overstroming van de Müglitz in 1927

Glashütte is genoemd naar een glasmakerij  uit de 15e eeuw.  In 1490 werd in de omgeving van het dorp zilvererts ontdekt. In 1506 verleende hertog Joris met de Baard de plaats Glashütte stadsrechten, en de status van bergstad. De opbrengsten van de mijnen vielen echter erg tegen. In het midden van de 19e eeuw werd de mijnbouw definitief beëindigd. In 1845 vestigde de meester-horlogemaker Ferdinand Adolph Lange zich te Glashütte; hij had van de regering van het Koninkrijk Saksen een fors aanloopkrediet ontvangen. In 1875 kwam de horlogemakersindustrie echt van de grond. Er werd ook een vakschool in het stadje gevestigd. Na de Tweede Wereldoorlog, waarin Glashütte nog in mei 1945 door geallieerde bombardementen gedeeltelijk verwoest was, bracht de regering van de DDR de productie van kwaliteitshorloges in een genationaliseerd bedrijf, VEB GUB, onder. Na de Wende, in 1990, herleefde de bedrijfstak als vóór de oorlog.
Glashütte bezit sinds 1953 een 28 m hoge en 184 m lange stuwdam, die uitsluitend voor de regulering van hoogwater gebruikt wordt. Bij het Hoogwater in Centraal-Europa 2002, op 12 augustus 2002, brak deze dam door. In Glashütte vielen geen doden, maar was er wel grote materiële schade. In 2006 was de herbouw van de dam voltooid.

## Bezienswaardigheden

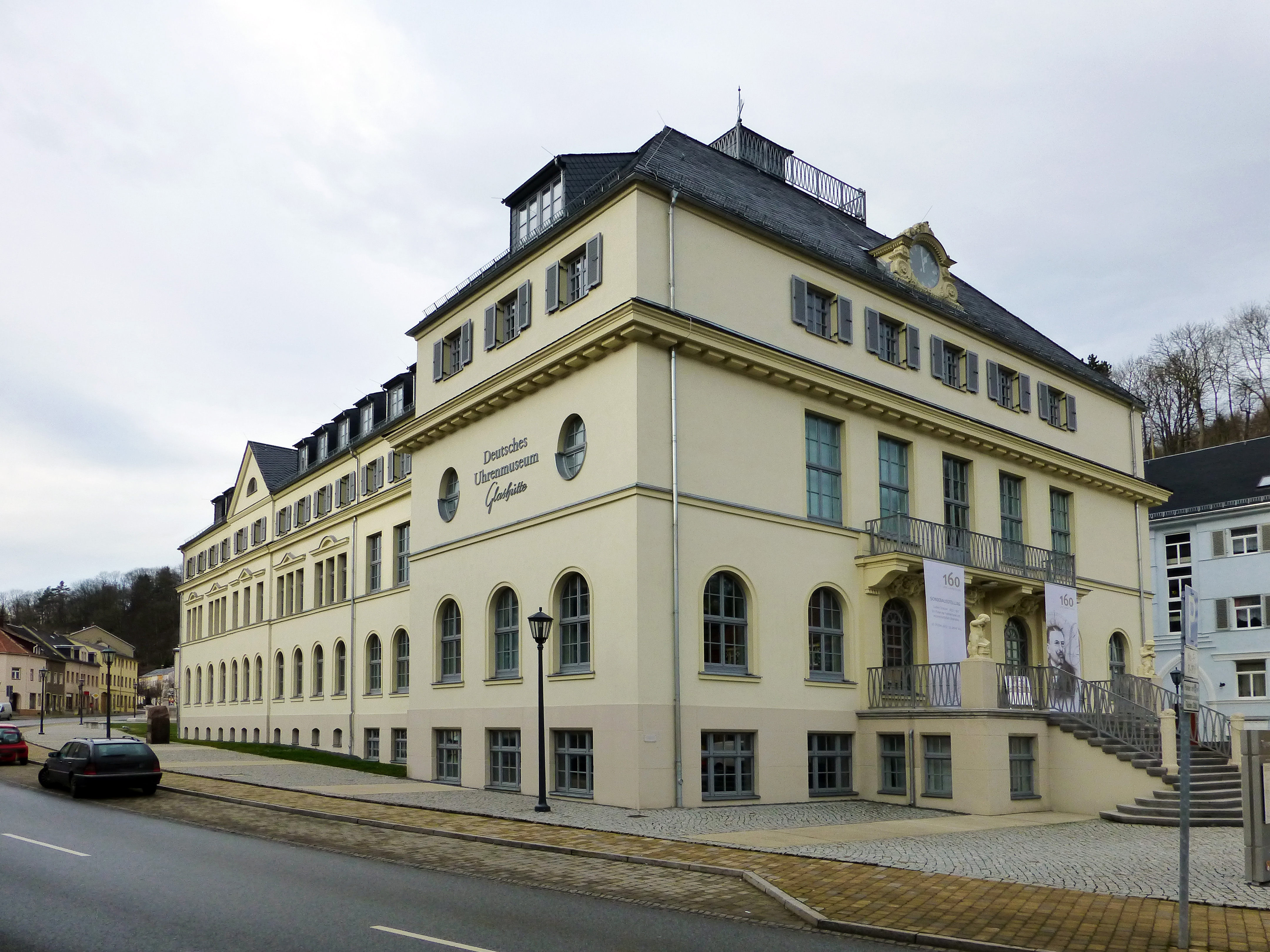
Gebouw Deutsches Uhrenmuseum Glashütte
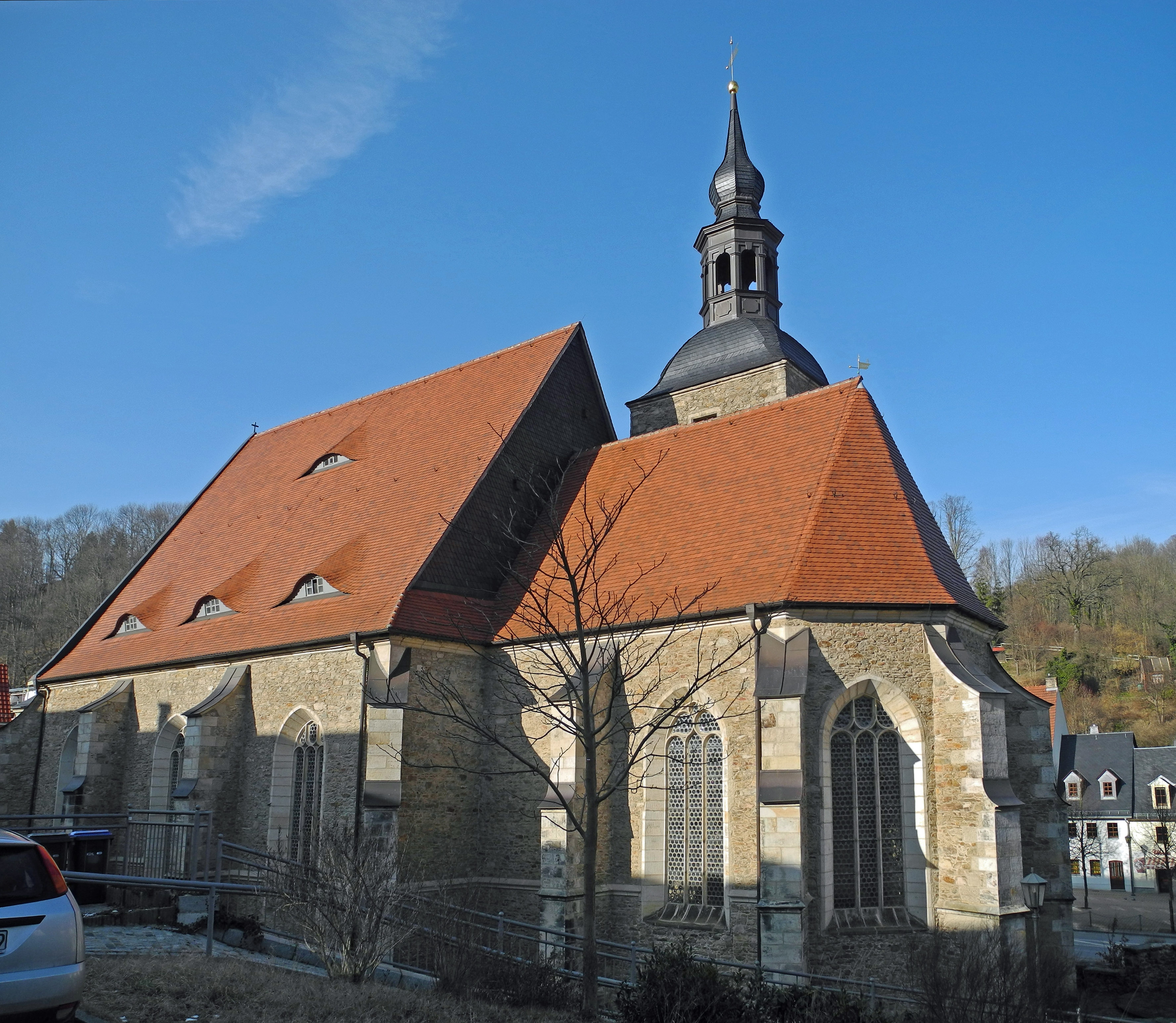
Evang. lutherse St. Wolfgang-Kirche
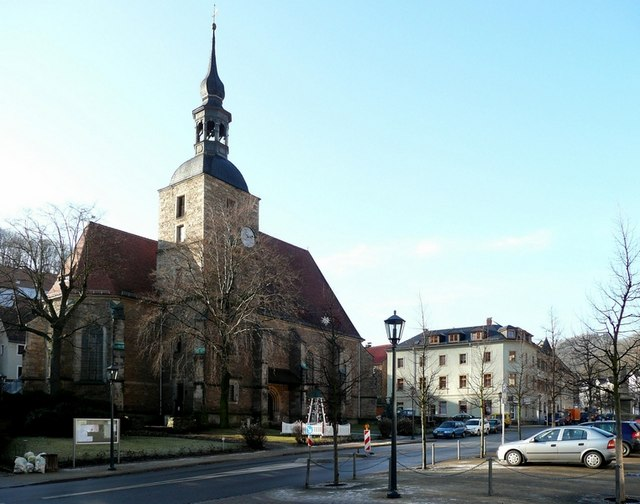
Evang. lutherse St. Wolfgang-Kirche (2)

- Klokken- en horlogemuseum: Deutsches Uhrenmuseum Glashütte
- Evangelisch-lutherse Sint-Wolfgangkerk, laatgotisch, voltooid in 1535, met in het interieur een interessant altaarstuk uit 1612 en een plafondschildering, die de Hemelvaart van Jezus voorstelt. Ook de kansel (17e-eeuws) en het kerkorgel (oorspronkelijk uit 1797) zijn bezienswaardig.

## Partnergemeentes
Er bestaan jumelages met:
- Schramberg, een klokkenmakersstadje in het Zwarte Woud
- Chrzastowice, een dorp met ongeveer 7.000 inwoners, 12 km ten oosten van Opole, Polen

## Geboren
- Hans-Peter Kaul (1943-2014), diplomaat en rechter